# Adam Albert de Neipperg
Pour les articles homonymes, voir de Neipperg.
Titre
Duc consort de Parme et Plaisance
8 août 1821 – 22 février 1829
(7 ans, 6 mois et 14 jours)
Adam Albert, comte de Neipperg (né à Vienne le 8 avril 1775, mort à Parme le 22 février 1829), est un général et un homme d'État autrichien, il est le petit-fils de Wilhelm Reinhard de Neipperg. Il est le second époux de Marie-Louise d'Autriche, duchesse régnante de Parme et ex-impératrice des français.

## Biographie

### La carrière diplomatico-militaire

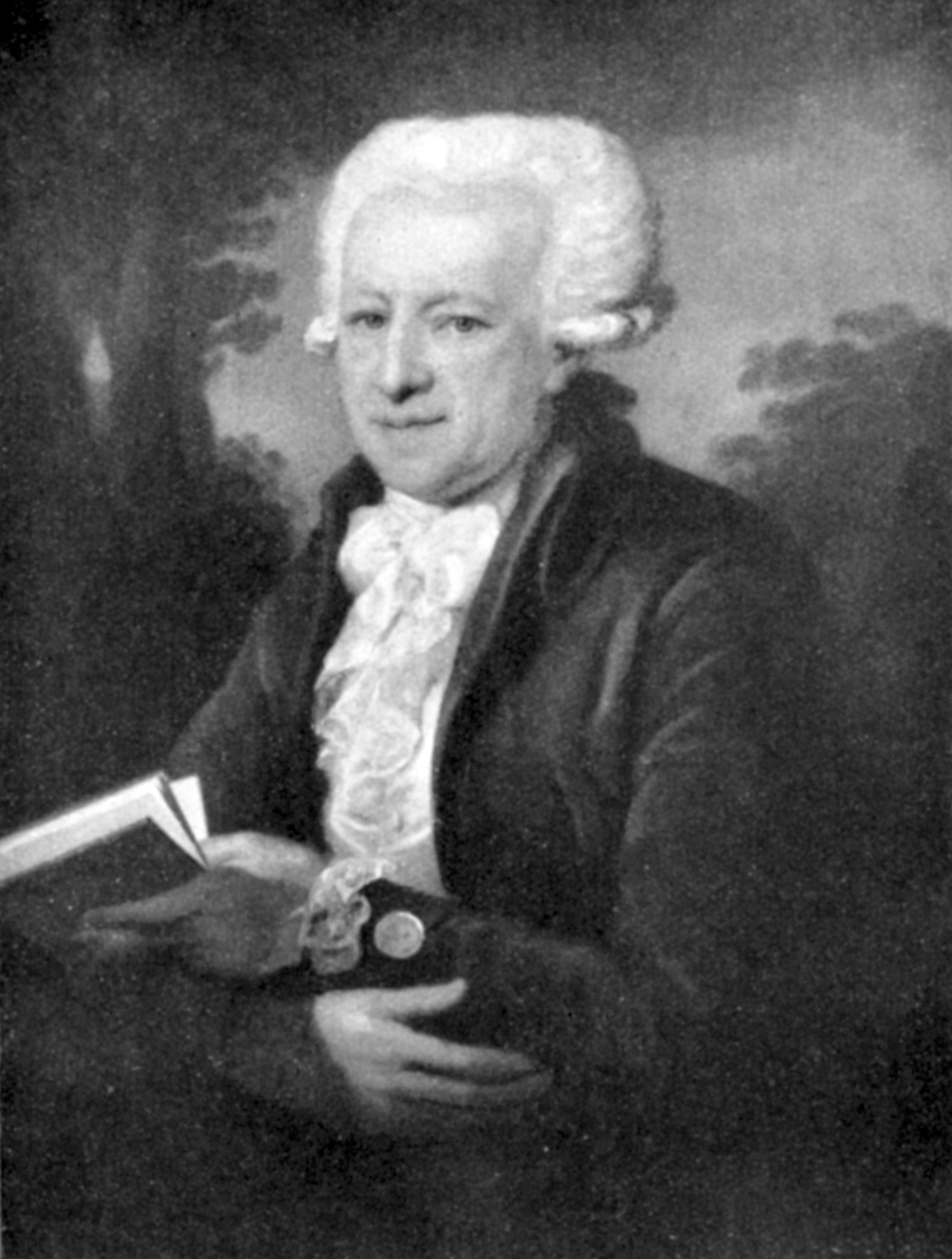
Leopold Joseph von Neipperg (1728-1792),
père d'Adam Albert,
portrait de Josef Maria Grassi (1755-1838).

Adam von Neipperg est le fils de Leopold von Neipperg, un diplomate, et renommé pour l'invention d'une machine à copier les lettres, et de son épouse Maria Wilhelmine von Hatzfeldt-Wildenburg.
À quinze ans, Adam von Neipperg s'enrôle dans l'armée française à Strasbourg, mais en 1790 il passe dans les rangs autrichiens. À Dolen en 1794, il est grièvement blessé à coups de baïonnette si bien qu'il est laissé pour mort sur le champ de bataille : il perd son œil droit dans cette action. Le lendemain, en enterrant les cadavres, les Français le trouvent respirant encore et l'hospitalisent. Ce prisonnier, parlant très bien le français, est pris pour un traître et condamné à être fusillé dès que sa santé sera rétablie. Sa convalescence étant longue et le commandement ayant changé, il est échangé contre d'autres prisonniers. Il participe aussi au blocus de Mayence. Neipperg rejoint alors l'armée autrichienne en Italie et prend part à la bataille de Marengo en 1800.
En 1809, après la campagne d'Autriche, il est nommé ambassadeur en Suède et incite Bernadotte à entrer dans la coalition qui se forme en 1813. En récompense de ces conseils, il est décoré par le roi de Suède. Neipperg rejoint l'armée autrichienne et combat à Leipzig où il se distingue au point d'être nommé lieutenant feld-maréchal.
Il épouse la comtesse Teresa Pola avec qui il a quatre enfants. L'ainé, le comte Alfred von Neipperg (1807-1865), épouse la princesse Marie de Württemberg. Les autres fils sont Ferdinand, Gustave et Erwin.
Comme diplomate, en 1810, à l'occasion du mariage de Marie-Louise d'Autriche et Napoléon, il est affecté à l'ambassade autrichienne à Paris où il est décoré par Napoléon de la Légion d'honneur.
En 1814, Metternich l'envoie à Naples pour négocier les conditions du ralliement du roi Murat qui signe un traité secret avec l'Autriche. Une autre intrigue menée par Metternich est d'essayer de détacher le vice-roi Eugène de Beauharnais, gendre du roi de Bavière et beau-fils de Napoléon, des Français : Neipperg tient encore le rôle d'agent en trahison, lorsque l'abdication de Fontainebleau intervient.
Il est chargé en août 1814, d'escorter l'impératrice Marie-Louise d'Autriche allant prendre les eaux à Aix-les-Bains. Le but véritable de sa mission est de tout faire pour empêcher l'impératrice de rejoindre Napoléon exilé à l'île d'Elbe. Neipperg, qui a parfaitement compris, dit en partant : « Dans six semaines, je serai son meilleur ami et dans six mois son amant ». Il ne faut pas si longtemps : au retour, Marie-Louise tombe dans ses bras et il n'est plus question de l'île d'Elbe.
En 1815, Il participe comme commandant de division à la défaite de Murat lors de la bataille de Tolentino et à son départ de Naples. Par la suite, il participe à l'occupation de la France. Fin juillet, les troupes autrichiennes traversent le Rhône. Adam Albert de Neipperg prend le commandement, pour une courte durée, des troupes d'occupation du Gard, de l'Hérault et de l'Ardèche. Il est placé sous l'autorité du feld-maréchal Frédéric Bianchi, commandant en chef des troupes autrichiennes du Midi.
Il a sous ses ordres le général comte de Staremherg, commandant des troupes autrichiennes dans le Gard. Adam Albert de Neipperg réside avec ce dernier à Nîmes, dans l'hôtel Merle, 6 quai de la fontaine. Il quitte cette ville le 18 septembre 1815.

### Ses fonctions au duché de Parme

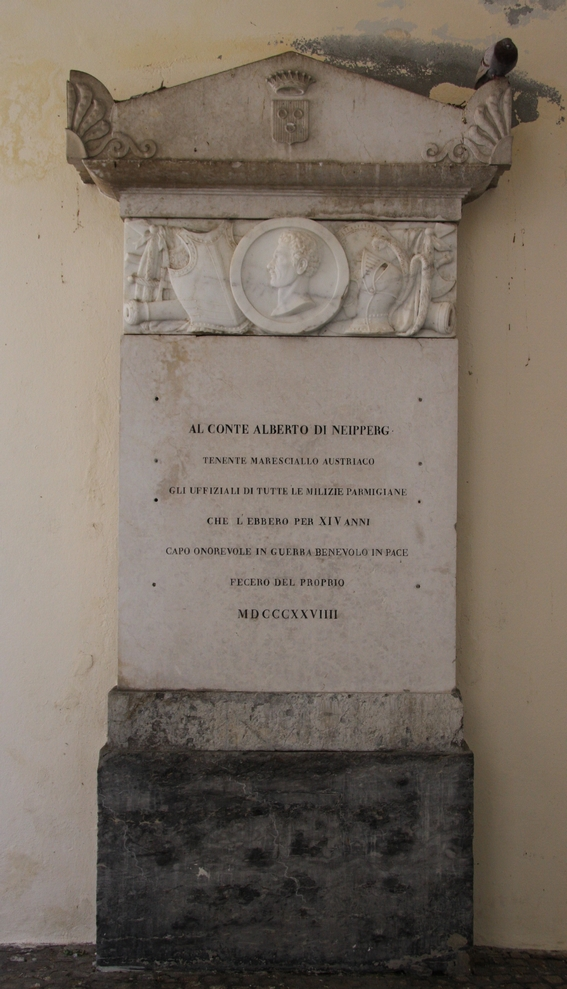
Hommage des Parmesans.

Le comte Neipperg accompagne Marie-Louise qui vient prendre possession du duché de Parme et il occupe les plus hautes charges. Pendant treize ans, il administre le duché de Parme dans le plus grand intérêt du pays. Bien qu'il soit investi de pouvoirs absolus, il fait preuve de modération et de tolérance qui contrastent avec le régime auquel sont soumis les pays voisins,. Après sa mort qui intervient à Parme en 1829, il est regretté par la population.

### Le mariage avec Marie-Louise

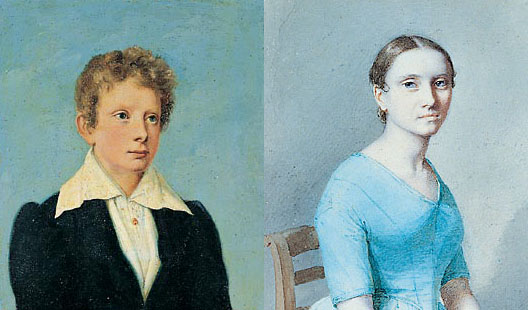
Albertine et Guillaume Albert, les enfants de Adam Albert de Neipperg et de Marie-Louise, duchesse de Parme.

Quatre mois après la mort de Napoléon en 1821, il épouse par un mariage morganatique Marie-Louise, devenue duchesse de Parme, Plaisance et Guastalla par l'acte final du Congrès de Vienne du 9 juin 1815.
De cette rencontre sont nés trois enfants, les deux premiers avant le mariage, alors que Marie-Louise est encore légalement mariée à Napoléon :
- Albertine, titrée comtesse de Montenuovo (de) (traduction italienne de Neipperg) (1817-1867), mariée à Luigi Sanvitale, comte de Fontanellato ;
- Guillaume Albert de Montenuovo, comte puis prince de Montenuovo, (1819-1895), marié à la comtesse Juliana Batthyány-Strattmann von Németújvár ;
- Mathilde, comtesse de Montenuovo, née en 1821 et morte en bas âge.[réf. nécessaire]

## Monument funéraire
En février 1829 le sculpteur Lorenzo Bartolini est chargé de réaliser un monument funéraire. D'abord installé dans l'église Saint-Louis de Parme (it), le monument est démonté et replacé dans l'église de la Madonna della Steccata de la même ville. Une base, ornée d'un cheval en bas-relief, supporte une terrasse où une amazone côtoie un génie de la vertu, à gauche du spectateur un bouclier est décoré d'un bas relief représentant la mort du défunt, à droite une sabretache, un sabre, un shako et un uniforme sont posés sur un socle; au fond une stèle supporte les armoiries, plus haut une lunette nous montre le profil d'Adam Albert de Neipperg.

## Distinction
| : Grand croix de l'Ordre impérial de Léopold , par François Ier en 1825. |

## Ascendants
|  |  | Wilhelm Reinhard, comte de Neipperg | Wilhelm Reinhard, comte de Neipperg | Wilhelm Reinhard, comte de Neipperg | Wilhelm Reinhard, comte de Neipperg | Wilhelm Reinhard, comte de Neipperg | Wilhelm Reinhard, comte de Neipperg |                                   |                                   | Maria Franziska Theresia, comtesse de Khevenhüller-Frankenburg (de) | Maria Franziska Theresia, comtesse de Khevenhüller-Frankenburg (de) | Maria Franziska Theresia, comtesse de Khevenhüller-Frankenburg (de) | Maria Franziska Theresia, comtesse de Khevenhüller-Frankenburg (de) | Maria Franziska Theresia, comtesse de Khevenhüller-Frankenburg (de) | Maria Franziska Theresia, comtesse de Khevenhüller-Frankenburg (de) |                                |  |  |  | Karl Ferdinand, comte de Hatzfeldt-Wildenburg | Karl Ferdinand, comte de Hatzfeldt-Wildenburg | Karl Ferdinand, comte de Hatzfeldt-Wildenburg | Karl Ferdinand, comte de Hatzfeldt-Wildenburg | Karl Ferdinand, comte de Hatzfeldt-Wildenburg  | Karl Ferdinand, comte de Hatzfeldt-Wildenburg  |                                                |                                                | Marie Sophie, baronne de Bettendorff (de)      | Marie Sophie, baronne de Bettendorff (de)      | Marie Sophie, baronne de Bettendorff (de) | Marie Sophie, baronne de Bettendorff (de) | Marie Sophie, baronne de Bettendorff (de) | Marie Sophie, baronne de Bettendorff (de) |  |  |  |  |  |  |  |  |  |  |  |  |  |  |  |  |  |  |  |  |  |  |  |  |
|  |  | Wilhelm Reinhard, comte de Neipperg | Wilhelm Reinhard, comte de Neipperg | Wilhelm Reinhard, comte de Neipperg | Wilhelm Reinhard, comte de Neipperg | Wilhelm Reinhard, comte de Neipperg | Wilhelm Reinhard, comte de Neipperg |                                   |                                   | Maria Franziska Theresia, comtesse de Khevenhüller-Frankenburg (de) | Maria Franziska Theresia, comtesse de Khevenhüller-Frankenburg (de) | Maria Franziska Theresia, comtesse de Khevenhüller-Frankenburg (de) | Maria Franziska Theresia, comtesse de Khevenhüller-Frankenburg (de) | Maria Franziska Theresia, comtesse de Khevenhüller-Frankenburg (de) | Maria Franziska Theresia, comtesse de Khevenhüller-Frankenburg (de) |                                |  |  |  | Karl Ferdinand, comte de Hatzfeldt-Wildenburg | Karl Ferdinand, comte de Hatzfeldt-Wildenburg | Karl Ferdinand, comte de Hatzfeldt-Wildenburg | Karl Ferdinand, comte de Hatzfeldt-Wildenburg | Karl Ferdinand, comte de Hatzfeldt-Wildenburg  | Karl Ferdinand, comte de Hatzfeldt-Wildenburg  |                                                |                                                | Marie Sophie, baronne de Bettendorff (de)      | Marie Sophie, baronne de Bettendorff (de)      | Marie Sophie, baronne de Bettendorff (de) | Marie Sophie, baronne de Bettendorff (de) | Marie Sophie, baronne de Bettendorff (de) | Marie Sophie, baronne de Bettendorff (de) |  |  |  |  |  |  |  |  |  |  |  |  |  |  |  |  |  |  |  |  |  |  |  |  |
|  |  |                                     |                                     |                                     |                                     |                                     |                                     |                                   |                                   |                                                                     |                                                                     |                                                                     |                                                                     |                                                                     |                                                                     |                                |  |  |  |                                               |                                               |                                               |                                               |                                                |                                                |                                                |                                                |                                                |                                                |                                           |                                           |                                           |                                           |  |  |  |  |  |  |  |  |  |  |  |  |  |  |  |  |  |  |  |  |  |  |  |  |
|  |  |                                     |                                     |                                     |                                     | Léopold Joseph, comte de Neipperg   | Léopold Joseph, comte de Neipperg   | Léopold Joseph, comte de Neipperg | Léopold Joseph, comte de Neipperg | Léopold Joseph, comte de Neipperg                                   | Léopold Joseph, comte de Neipperg                                   |                                                                     |                                                                     |                                                                     |                                                                     |                                |  |  |  |                                               |                                               |                                               |                                               | Marie-Louise, comtesse de Hatzfeldt-Wildenburg | Marie-Louise, comtesse de Hatzfeldt-Wildenburg | Marie-Louise, comtesse de Hatzfeldt-Wildenburg | Marie-Louise, comtesse de Hatzfeldt-Wildenburg | Marie-Louise, comtesse de Hatzfeldt-Wildenburg | Marie-Louise, comtesse de Hatzfeldt-Wildenburg |                                           |                                           |                                           |                                           |  |  |  |  |  |  |  |  |  |  |  |  |  |  |  |  |  |  |  |  |  |  |  |  |
|  |  |                                     |                                     |                                     |                                     | Léopold Joseph, comte de Neipperg   | Léopold Joseph, comte de Neipperg   | Léopold Joseph, comte de Neipperg | Léopold Joseph, comte de Neipperg | Léopold Joseph, comte de Neipperg                                   | Léopold Joseph, comte de Neipperg                                   |                                                                     |                                                                     |                                                                     |                                                                     |                                |  |  |  |                                               |                                               |                                               |                                               | Marie-Louise, comtesse de Hatzfeldt-Wildenburg | Marie-Louise, comtesse de Hatzfeldt-Wildenburg | Marie-Louise, comtesse de Hatzfeldt-Wildenburg | Marie-Louise, comtesse de Hatzfeldt-Wildenburg | Marie-Louise, comtesse de Hatzfeldt-Wildenburg | Marie-Louise, comtesse de Hatzfeldt-Wildenburg |                                           |                                           |                                           |                                           |  |  |  |  |  |  |  |  |  |  |  |  |  |  |  |  |  |  |  |  |  |  |  |  |
|  |  |                                     |                                     |                                     |                                     |                                     |                                     |                                   |                                   |                                                                     |                                                                     |                                                                     |                                                                     |                                                                     |                                                                     |                                |  |  |  |                                               |                                               |                                               |                                               |                                                |                                                |                                                |                                                |                                                |                                                |                                           |                                           |                                           |                                           |  |  |  |  |  |  |  |  |  |  |  |  |  |  |  |  |  |  |  |  |  |  |  |  |
|  |  |                                     |                                     |                                     |                                     |                                     |                                     |                                   |                                   |                                                                     |                                                                     |                                                                     |                                                                     |                                                                     |                                                                     | Adam Albert, comte de Neipperg |  |  |  |                                               |                                               |                                               |                                               |                                                |                                                |                                                |                                                |                                                |                                                |                                           |                                           |                                           |                                           |  |  |  |  |  |  |  |  |  |  |  |  |  |  |  |  |  |  |  |  |  |  |  |  |